# Ogólnopolska Turystyczna Giełda Piosenki Studenckiej
Ogólnopolska Turystyczna Giełda Piosenki Studenckiej – festiwal piosenki turystycznej, którego początki sięgają lata 1968 roku, kiedy to w Szklarskiej Porębie w bazie Zrzeszenia Studentów Polskich „Pod Ponurą Małpą” odbyło się spotkanie studentów, głównie z wrocławskich uczelni, śpiewających przy gitarze turystyczne piosenki. Pomysłodawcami giełdy byli Jerzy Szymbor i Tadeusz Gos, a organizatorami pierwszej: Akademicki Klub Turystyczny we Wrocławiu, Rada Okręgowa ZSP we Wrocławiu oraz Miejska Rada Narodowa w Szklarskiej Porębie. Od 1969 roku impreza rozpoczyna się zawsze w czwartek przed pierwszą niedzielą sierpnia i trwa do samej niedzieli.
Giełda szybko stała się wydarzeniem ogólnokrajowym, cenionym nie tylko w środowisku studentów-turystów. Już po czterech latach, w roku 1972, brało w niej udział ponad 150 wykonawców. Wkrótce zaczęły o niej wspominać przewodniki turystyczne, jako o regionalnej atrakcji. Stała się również przedmiotem prac magisterskich. W 1979 roku na 12. Giełdzie dokonano modyfikacji i zmieniono jej nazwę z „Ogólnopolska Studencka Giełda Piosenki Turystycznej” na „Ogólnopolska Turystyczna Giełda Piosenki Studenckiej”. W latach stanu wojennego, mimo w zasadzie apolitycznego charakteru, była miejscem wymiany wolnej myśli oraz niekiedy również materiałów drukowanych, co jednak nie stanowiło istoty spotkań. Dużo ważniejsze były doroczne Mistrzostwa Świata w Spływie Materacami Dmuchanymi Rzeką Kamienną.
Giełda jest imprezą z definicji niekomercyjną i towarzyską, wstęp na nią jest wolny. Nie płaci się za pole namiotowe, prysznice, toalety itd. Artyści występujący na scenie giełdowej czynią to bezpłatnie, nie otrzymując w zamian żadnych gratyfikacji finansowych, zwrotów kosztów podróży ani wyżywienia. Finansowanie giełdy opiera się na sponsorach i przyjaciołach. Na festiwal składa się siedem koncertów: dwa konkursowe, trzy nocne, koncert „Giełda Miastu” i wreszcie Koncert Laureatów.
Żywotność środowiska skupionego wokół Giełdy jest znaczna i przez ponad czterdzieści lat nie maleje. Weterani spotkań, nazywani Szarymi Łosiami przyjeżdżają na kolejne spotkania już nie tylko z dziećmi, ale i z wnukami. Piosenki po raz pierwszy śpiewane na Giełdach stanowią znaczny procent śpiewników górskich.

## Szary Łoś OTGPS w Szklarskiej Porębie

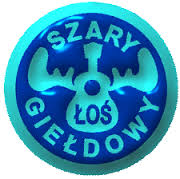
Logo Szarego Łosia, proj. Stanisław Rogowski

Tytuł Szarego Łosia Giełdowego jest elementem tradycji Ogólnopolskiej Turystycznej Giełdy Piosenki Studenckiej w Szklarskiej Porębie.
Według serwisu giełdowego Szary Łoś Giełdowy, analogicznie do Dinozaura Rocka, jest żywą skamienieliną i reliktem. Szarym Łosiem zostaje się po uczestnictwie tak czynnym jako i biernym w pięciu Giełdach. Przerwa między pobytami nie może być przy tym większa niż trzy lata. Nieco ironiczna, ale poważnie traktowana przez uczestników, tradycja trwa już ponad czterdzieści lat.
Naczelnym Łosiem Giełdowym jest współtwórca hymnu Giełdy – Krzysztof Szczucki, uczestnik wszystkich giełd. Prócz Matki i Ojca Giełdy, czyli Jerzego Szymbora i Tadeusza Gosa, miano Szarego Łosia Giełdowego noszą między innymi:

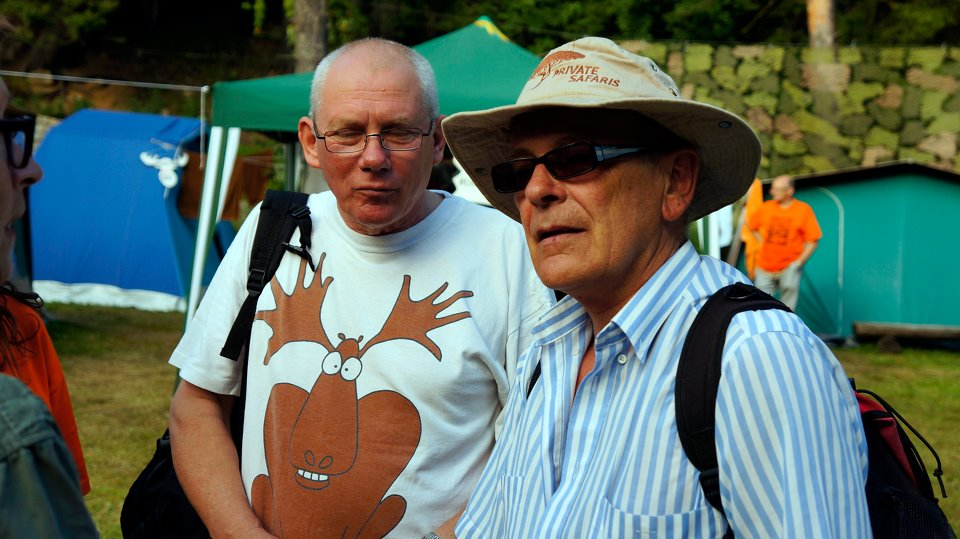
Od lewej: Naczelny Łoś Giełdowy – Krzysztof Szczucki oraz Rodzic Giełdy – Jerzy Szymbor podczas 45. OTGPS w roku 2012. fot. Marek Kiszakiewicz

- Elżbieta Adamiak[19]
- Piotr Bakal[20]
- Wojciech Belon
- Stefan Błaszczyński
- Grzegorz Bukała
- Waldemar Chyliński
- Jacek Cygan
- Wojciech Czemplik
- Adam Drąg
- Jerzy Paweł Duda
- Jerzy Filar[21]
- Bogusław L. Jackowski
- Wojciech Jarociński
- Wacław Juszczyszyn
- Grażyna Kulawik
- Marek Majewski
- Paweł Orkisz
- Krzysztof Piasecki
- Andrzej Poniedzielski
- Jerzy Reiser
- Stanisław Wawrykiewicz
- Jacek Zwoźniak
- Ryszard Żarowski